# 国鉄EF56形電気機関車
EF56形は、日本国有鉄道（国鉄）の前身である鉄道省が、1937年（昭和12年）から製造した直流用電気機関車である。

## 概要
本形式は、旅客列車牽引用に性能的にはEF53形をベースに、暖房用の蒸気発生装置(SG)を追加して冬季の暖房車の連結を不要とした画期的な形式である。川崎造船所（川崎重工業）・川崎車両（2・3・6・7・9 - 12）、三菱電機（1・4・5）、日立製作所（8）で12両が製造された。
パンタグラフは、機器（SGボイラー）配置の都合で中央に寄せて取り付けられており、形態上の特徴となっている。1937年製の1 - 7号機は丸みを帯びた車体で、1940年（昭和15年）に製造された8 - 12号機は角張った車体と三面折妻の前面形状に変更されるとともに先台車が外側軸受方式に変更されている。13号機として製作されていた車両は、出力増強型の電動機を装備したため、EF57形(EF57 1)として落成している。
尾灯は外付け式だが、11号機のみ車体組み込み式に改造されている。

## 運用
新製当初は東海道本線で優等列車の牽引に充当された。また6号機については、お召し列車の牽引機として指定され、車体裾部に金色の装飾帯が取り付けられ、側面の通風器が2個増設されて6個になっている（この改造は7号機にも行われた）等の特徴があり、EF58形の60・61号機の登場まで、EF53形とともにお召し列車の牽引に用いられた。
戦後も、EF57形やEF58形とともに東海道本線の普通列車運用を中心に使用されていたが、東北本線の直流電化区間の延伸に伴い、1958年（昭和33年）に沼津区から宇都宮区に転属し、客車列車牽引用として使用された。
1961年（昭和36年）にEF57形が宇都宮区に転入すると、両形式は共通運用され、蒸気暖房装置の自動制御化改造も行われたが、EF57形に施工された電気暖房装置への取替え工事対象から外されたため、EF57形の改造が終了した時点で再び運用が分離され、EF56形は荷物列車の牽引が主になった。
1969年（昭和44年）より、5両が山陽本線急勾配区間の「瀬野八」補機用のEF59形に改造され、残りの車両は引き続き荷物列車や夏期の臨時急行列車の牽引に充当されたが、EF58形の転入に伴い、1975年（昭和50年）に全車廃車された。また、EF59形に改造されたものも、1987年（昭和62年）までに廃車された。
EF56 1 - 3, 5, 12 → EF59 20 - 24

## 保存

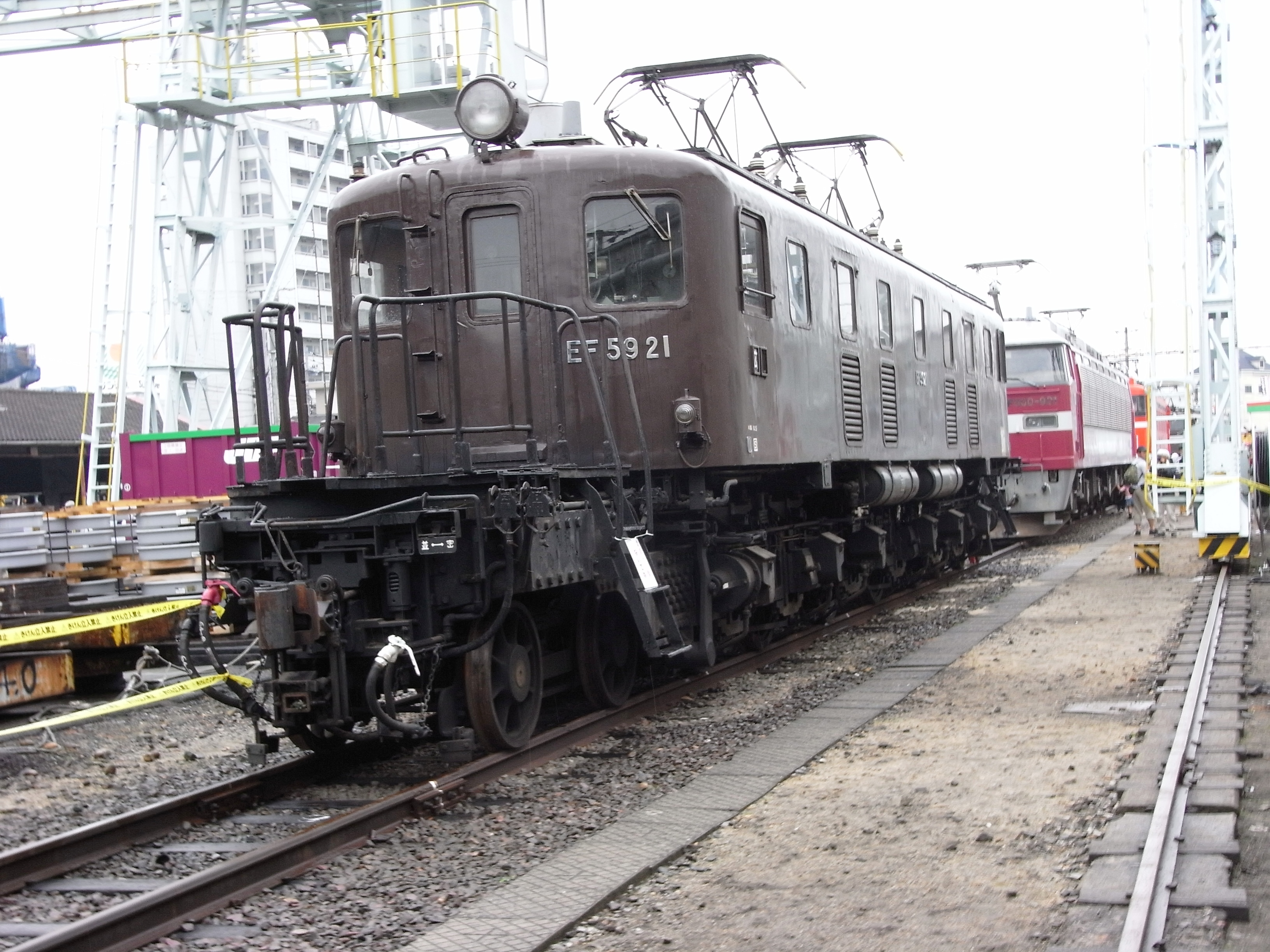
EF59 21（旧EF56 2）

EF56形として現存する物は廃車後、全て解体され残っていないが、EF56 2からEF59形に改造されたEF59 21が日本貨物鉄道（JR貨物）の広島車両所に唯一静態保存されている。